# Theo Osterkamp
Theodor Osterkamp (15. dubna 1892, Düren, Německé císařství – 2. ledna 1975, Baden-Baden, Německá spolková republika) byl stíhacím esem nasazeným v první i druhé světové válce, během níž působil u německé Luftwaffe. Za první světové války, během níž dosáhl 32 vítězných sestřelů, létal po boku stíhacího esa Oswalda Boelckeho a byl dobrým přítelem „Rudého Barona“ Manfreda von Richthofen. Za druhé sv. války vedl během bitvy o Británii stíhací eskadru Jagdgeschwader 51, v níž se mu povedlo dosáhnout šesti sestřelů a stal se tak jedním z mála pilotů, kterému se podařilo dosáhnout sestřelu protivníka v obou světových válkách.

## Vyznamenání
- Pour le Mérite (02.09.1918)
- Rytířský kříž Železného kříže (22.08.1940)
- Rytířský kříž, I. třída
- Rytířský kříž, II. třída
- Rytířský kříž, spona k Železnému kříži 1914, I. třídy
- Rytířský kříž, spona k Železnému kříži 1914, II. třídy
- Královský hohenzollernský domácí řád , rytířský kříž s meči
- Kříž cti
- Baltský kříž
- Společný odznak pro piloty a pozorovatele[1]